# Horninotvorný minerál

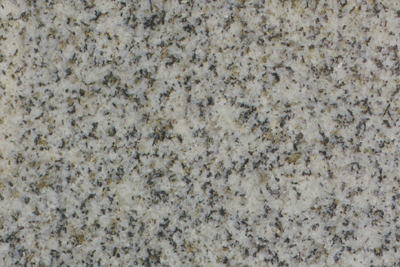
Granit - magmatická hornina sestávající převážně z křemene, živců a slíd

Horninotvorných minerál je minerál, který se podstatnou měrou účastní složení hornin (vyvřelých, usazených i přeměněných), jako například křemen, živec, pyroxeny, amfiboly, olivín, slída, grafit, ale i kalcit, aragonit, dolomit a jiné. Jsou to minerály, které jsou významné pro určování hornin a jejich přesné petrografické zařazení.
Horninotvorné minerály tvoří podstatnou část horniny a jsou primární, to znamená, že období jejich vzniku je rovněž obdobím vzniku horniny, kterou tvoří. Platí to zejména pro vyvřelé horniny, kde je věk krystalizace většiny horninotvorných minerálů věkem horniny jako celku, tak i např. u evaporitů, tedy sedimentů, které vznikaly vysrážením z roztoků solanek. Rozdíl však lze pozorovat např. u pískovců nebo jiných klastických usazených hornin, které jsou tvořeny zrny starších hornin, které zvětraly, byly přemístěny a znovu se usadily. Stáří vzniku horniny proto neodpovídá období vzniku původních zrn, nebo oblázků.
V horninách mohou vznikat i sekundární minerály, např. při vyplňování dutin krystalizací z hydrotermálních roztoků (běžné opály z dutin v bazaltu), nebo při druhotných přeměnách, např. v důsledku působení metasomatózy nebo metamorfózy. Sekundární minerály při svém vzniku mohou zničit původní struktury horniny.